# José Coello de Portugal Maisonnave
José Luis Coello de Portugal Maisonnave (Madrid, 1896 o 1897-Montevideo, 1966) va ser un militar espanyol.

## Biografia
Fill del Diego Coello de Portugal y Quesada —comte de Portugal—, va ser advocat i militar. Interventor de l'Estat en ferrocarrils, arribaria a ser secretari general del Consell Superior de Ferrocarrils. Va cursar estudis a l'Escola Superior de Guerra per a diplomar-se com a cap de l'Estat Major. No obstant això, a causa de la seva participació en el moviment de les Juntes de Defensa, seria expulsat de l'Exèrcit el 1919. Es va afiliar a la Agrupació Socialista de Madrid el 1929.
Home de fortes inquietuds intel·lectuals, va publicar La gran picavea. Juguete cómico en tres actos, una obra de caràcter dramatúrgic que el 1925 es va estrenar en el Teatre Poliorama de Barcelona. Va arribar a ser membre de la maçoneria, adoptant el nom maçònic de «Pèricles».
Després del començament de la Guerra civil, al juliol de 1936, es va unir al Exèrcit republicà. Al llarg de la contesa va ocupar diversos càrrecs de responsabilitat al capdavant de càrrecs d'Estat Major. Va ser cap de la segona secció de l'Estat Major Central, i posteriorment seria segon cap d'Estat Major del Grup d'Exèrcits de la Regió Oriental. Va estar a càrrec d'operacions de contraespionatge i activitats guerrilleres en la rereguarda enemiga. També va ser docent a l'Escola Popular d'Estat Major i cap de la Secció de Ferrocarrils Militars. Cap al final de la guerra va ser ascendit al rang de coronel.
Amb la victòria franquista es va exiliar a França, i poc després a Mèxic, on va arribar a bord del Nyassa a l'octubre de 1942. Al país asteca va treballar com a topògraf, professor i advocat. Posteriorment es va traslladar a l'Uruguai, a la ciutat de Montevideo, on va mantenir el contacte amb el PSOE en l'exili. Va morir a l'Uruguai el 1966.

## Obres
- —— (1922). Las Juntas de Defensa: Cómo perdí mi carrera militar, Madrid: Librería de Alejandro Pueyo.[9]